# Escut de Guadassuar
L'escut de Guadassuar és un símbol representatiu del municipi valencià de Guadassuar (Ribera Alta). L'escut oficial de Guadassuar té el següent blasonament:
| « | Escut quadrilong de punta redona. Truncat. Al primer quarter, en camp d’or, quatre pals de gules. Al segon quarter, en camp d'atzur, cinc estrelles d'argent, la del centre més gran, sobre ones d’argent. Al timbre, corona reial oberta. | » |

## Història
L'escut va ser aprovat per Resolució de 26 de maig de 2006 del conseller de Justícia i Administracions Públiques, publicada en el DOGV núm 5.287 del 23 de juny de 2006.
Aquesta resolució va ser degut al fet que quan es va aprovar el decret de creació i ús de l'escut heràldic municipal (BOE, de 02-04-1955) no es va aplicar adequadament, ja que en el cas de Guadassuar no es va eliminar el lleó que havia al centre de l'escut, el qual era propi de Castella. L'any 1974 es va decidir llevar-lo i posar-hi l'estrella gran amb una corona tancada, la qual tampoc li corresponia. Per això, l’any 2003 Agustí Roig Barrios, Cronista Oficial, va elaborar un documentat informe per tal de regularitzar l'escut municipal, que així va ser aprovat el 2006.
En la part inferior, el color blau fa referència al fet que el topònim Guadassuar [Wādī Sawwār: el riu dels Sawwār], en part és un hidrònim, ja que conté l’ètim wadi (riu), perquè aquesta alqueria islàmica, habitada per la tribu dels Sawar, estava situada a l’altra part del riu Xúquer. I les ones de plata són un homenatge a la Séquia Reial del Xúquer, que fertilitza el nostre terme des de la seua construcció, ara fa 750 anys.
Les estrelles, per altra banda, representen el poble en el centre i algunes de les alqueries que s'integraren en el seu terme o va administrar, com el Paranxet, Prada, Tarragona i part d’Aurí, Benirrabea, Fentina...
Finalment, la corona reial oberta és la tradicional de la Corona d’Aragó, pròpia per tant del Regne de València, que poden portar els municipis que sempre foren de reialenc com és el cas de Guadassuar, ja que el rei Felip II va erigir el lloc de Guadassuar en Universitat Reial el 1581, separant-la d'Alzira, i Felip V d'Espanya la va declarar vila reial el 1731. Amb aquesta mateixa corona oberta podem contemplar en l'arc toral, principal de l'església, un escut parroquial, adaptació barroca (segle xviii) amb els símbols de Sant Vicent Màrtir (roda, llibre...).